# 足技
足技（あしわざ）は、柔道の立ち技の分類の一つ。
主に足を使う投げ技。現在21本が足技に分類されている。

## 足技に分類される技
- 膝車
- 足車
- 出足払
- 送足払
- 跳腰返
- 払腰返
- 払釣込足
- 支釣込足
- 小外刈
- 小外掛
- 小内刈
- 大外刈
- 大外車
- 大車
- 大外落
- 大外返
- 大内刈
- 大内返
- 燕返
- 内股
- 内股返

## 足払の名人はなぜ出ないか
工藤雷介は『秘録・日本柔道』で「柔道は足技で始まり足技で終わる」と語っている。無論手技・腰技・捨身技・固技のいくつかの技にも優れていたが例外なく足技に長じていたといえる。近年では足払の名手が出てこないと嘆いている。この大きな原因は道場の畳にあると考えられている。昔の畳は琉球畳であったが現在の畳はビニール製が主流である。ビニール製は長持ちすることが長所だが摩耗が激しく出足払や送足払などの技が出しづらくなってしまった。
もう一つの理由は足技の中でも内股、大外刈といった大技にだけ夢中になり"精妙"と呼ばれる足払に成熟しようと努力する人が少なくなったことが考えられている。
中野正三は畳だけのせいではなく、「現代人の生活環境の変化」と指摘する。昔の人物は下駄はいていたため足指の発達は良かったが現代では田舎でも下駄を履くものはいなくなった。このため足指の発達が遅れたとしている。